# Route 15 (Oman)
Die Route 15 oder R15 ist eine Autobahn im Sultanat Oman. Die Fernverkehrsstraße führt vom Burj As' Sahwah R/A in Maskat durch das östliche Hadschar-Gebirge via Samail, Bidbid und Nizwa bis kurz hinter Bahla, hier endet die Route 15 und verbindet sich mit der Route 21. In Nizwa ist ein Anschluss zur Route 31 in Richtung Salala.
Die Straße ist durchgehend vierspurig ausgebaut, zwischen ar-Rusail und Bidbid sind Bauarbeiten im Gange, die Autobahn sechsspurig auszubauen und dabei streckenweise neu zu trassieren.